# Михаил Христов (лекоатлет)
Вижте пояснителната страница за други личности с името Михаил Христов.

## Биография
Роден е в Плевен на 18 май 1991 г. Когато е на 15-годишна възраст, Михаил губи ръцете си при инцидент. Волтовата дъга се отделя от трансформатор с напрежение 20 000 волта и през тялото на момчето преминава ток с изключително високо напрежение. Михаил оцелява, но ръцете му биват ампутирани поради изгаряне – едната до рамото, а другата до лакътя.
Михаил се среща със Стела Енева – параолимпийска състезателка и многократна световна шампионка по хвърляне на диск, и тя го насочва към спорта.
Параолимпиецът започва усилени тренировки, в дисциплини 100 м, 200 м, спринт и дълъг скок. На първото си състезание в Дубай взема бронзов медал на дълъг скок, като с последния си скок измества първия от ранглистата.
През 2014 г. Христов печели сребърен медал на Европейското първенство по лека атлетика за хора с увреждания в Суонзи, Великобритания, с личен рекорд от 6.29 метра.
През 2015 г. той завършва на пето място на Световното първенство по лека атлетика за хора с увреждания в Доха, Катар.
През 2016 г. Христов участва в Европейското първенство по лека атлетика за хора с увреждания в Гросето, Италия.
Притежава 8 поправки на европейския рекорд в категория скок на дължина. 
От 2017 до 2021 г. е народен представител от „БСП за България“ в XLIV народно събрание (2017 – 2021).
Михаил Христов работи като протезист и създава иновативни протези за хора в нужда.
Наскоро се прочу и със скандала за неправомерно отнетото дете Ева от баща и. В момента течат дела за да може биологичния баща да си върне дъщерята. Много хора от кино индустрията се опитват да вразомят параолимпиецът да не се излага, но той отказва да ги послуша и продължава да държи момичето незаконно.